# Henri Charrière
Henri Charrière, francoski pisatelj, * 16. november 1906, † 29. julij 1973.
Bil je francoski obsojenec, poslan na prisilno delo v Francosko Gvajano. Najbolj znan je po svojem literarnem delu Metulj, v katerem avtobiografsko opisuje življenje v Francoski Gvajani.